# Manuel Mantilla
Manuel Mantilla Rodríguez (ur. 25 września 1973) – kubański bokser, złoty medalista  mistrzostw świata w Budapeszcie.

## Kariera amatorska
W 1997 roku zdobył złoty medal na mistrzostwach świata w Budapeszcie. W półfinale pokonał Argentyńczyka Narváeza, a w finale Rosjanina Ilfata Raziapowa.
W 1999 roku zdobył brązowy medal na igrzyskach panamerykańskich w Winnipeg. W półfinale pokonał go Argentyńczyk Narváez, który zdobył złoty medal.
W 2000 roku startował na igrzyskach olimpijskich w Sydney. Mantilla doszedł do ćwierćfinału, gdzie został pokonany przez złotego medalistę, Taja Wijana Ponlida.